# Karma (album Hey)
Karma – album studyjny zespołu Hey wydany w 1997 roku.
Płyta osiągnęła status złotej płyty.

## Lista utworów
| Nr  | Tytuł utworu      | Słowa              | Muzyka             | Długość |
| --- | ----------------- | ------------------ | ------------------ | ------- |
| 1.  | „Zakochani”       | Katarzyna Nosowska | Piotr Banach       | 4:25    |
| 2.  | „Wodolanki”       | Katarzyna Nosowska | Marcin Żabiełowicz | 4:20    |
| 3.  | „Katasza”         | Katarzyna Nosowska | Jacek Chrzanowski  | 3:16    |
| 4.  | „Irish”           | Katarzyna Nosowska | Piotr Banach       | 4:01    |
| 5.  | „O podglądaniu”   | Katarzyna Nosowska | Piotr Banach       | 4:52    |
| 6.  | „Dosyć poważnie”  | Katarzyna Nosowska | Piotr Banach       | 3:13    |
| 7.  | „Czy czy czy”     | Katarzyna Nosowska | Piotr Banach       | 3:27    |
| 8.  | „O suszeniu”      | Katarzyna Nosowska | Jacek Chrzanowski  | 3.42    |
| 9.  | „Że”              | Katarzyna Nosowska | Piotr Banach       | 3:52    |
| 10. | „Saskia's Life”   | Katarzyna Nosowska | Piotr Banach       | 3:36    |
| 11. | „To trzeba lubić” | Katarzyna Nosowska | Marcin Żabiełowicz | 5:06    |
| 12. | „Sio”             | Katarzyna Nosowska | Piotr Banach       | 4:08    |
| 13. | „Karma”           |                    | Piotr Banach       | 5:08    |
|     |                   |                    |                    | 49:27   |

## Twórcy
Źródło.
- Katarzyna Nosowska – śpiew
- Piotr Banach – gitara
- Marcin Żabiełowicz – gitara
- Jacek Chrzanowski – gitara basowa
- Robert Ligiewicz – perkusja
- Realizacja dźwięku – Leszek Kamiński – realizacja dźwięku, produkcja muzyczna
- PolyGram Polska – producent wykonawczy
- Marta, Wito i Łukasz "Thor" Dziubalscy – zdjęcia, projekt graficzny i realizacja
- Piotr Stanczak i Marta Dziubalska – zdjęcia zespołu